# Gangarides rubens
Gangarides rubens är en fjärilsart som beskrevs av Matsumura 1924. Gangarides rubens ingår i släktet Gangarides och familjen tandspinnare. Inga underarter finns listade i Catalogue of Life.